# Andropogon pungens
Andropogon pungens är en gräsart som beskrevs av Thomas Arthur Cope. Andropogon pungens ingår i släktet Andropogon och familjen gräs. Inga underarter finns listade i Catalogue of Life.